# (8827) Kollwitz
(8827) Kollwitz es un asteroide perteneciente al cinturón de asteroides, región del sistema solar que se encuentra entre las órbitas de Marte y Júpiter, descubierto el 13 de agosto de 1988 por Freimut Börngen desde el Observatorio Karl Schwarzschild, en Tautenburg, Alemania.

## Designación y nombre
Designado provisionalmente como 1988 PO2. Fue nombrado en honor a la distinguida artista gráfica y escultora alemana Käthe Kollwitz (1867-1945). Estudió arte en Berlín y Múnich y estuvo casada con un médico. Se convirtió en profesora y miembro de la Academia de las Artes de Prusia en 1919, pero fue expulsada en 1933. En sus cuadros, xilografías, litografías y esculturas, Kollwitz representó la indigencia y la miseria de los pobres, el destino infeliz de las madres y los niños pobres y la muerte de los jóvenes en la guerra. Se vio profundamente influenciada por las tragedias de ambas guerras mundiales y los horrores del fascismo, y siempre tuvo la esperanza de una sociedad pacífica y humana.

## Características orbitales
Kollwitz está situado a una distancia media del Sol de 2,315 ua, pudiendo alejarse hasta 2,660 ua y acercarse hasta 1,969 ua. Su excentricidad es 0,149 y la inclinación orbital 5,311 grados. Emplea 1286,26 días en completar una órbita alrededor del Sol.

## Características físicas
La magnitud absoluta de Kollwitz es 14,73. 